# Kirkeligt fællesråd
Kirkeligt fællesråd er et organ inden for Den Norske Kirke, og findes i alle norske kommuner. 
Rådet sammensættes af repræsentanter fra de valgte menighedsråd i kommunen. Rådets opgaver er at forvalte kirkegårde, kirkebygninger og kontorer for kirkelige ansatte. Rådets daglige virksomhed ledes af kirkeværgen. 
Rådet er arbejdsgiver for flere af de ansatte i kirken: Kirketjenere, gravere, klokkere, menighedssekretærer, organister, kontormedarbejdere; i praksis alle andre end præsterne og de statslig ansatte kateketer.